# Papillaria capensis
Papillaria capensis là một loài Rêu trong họ Meteoriaceae. Loài này được (Müll. Hal.) Ångström mô tả khoa học đầu tiên năm 1876.